# Jurij Brězan

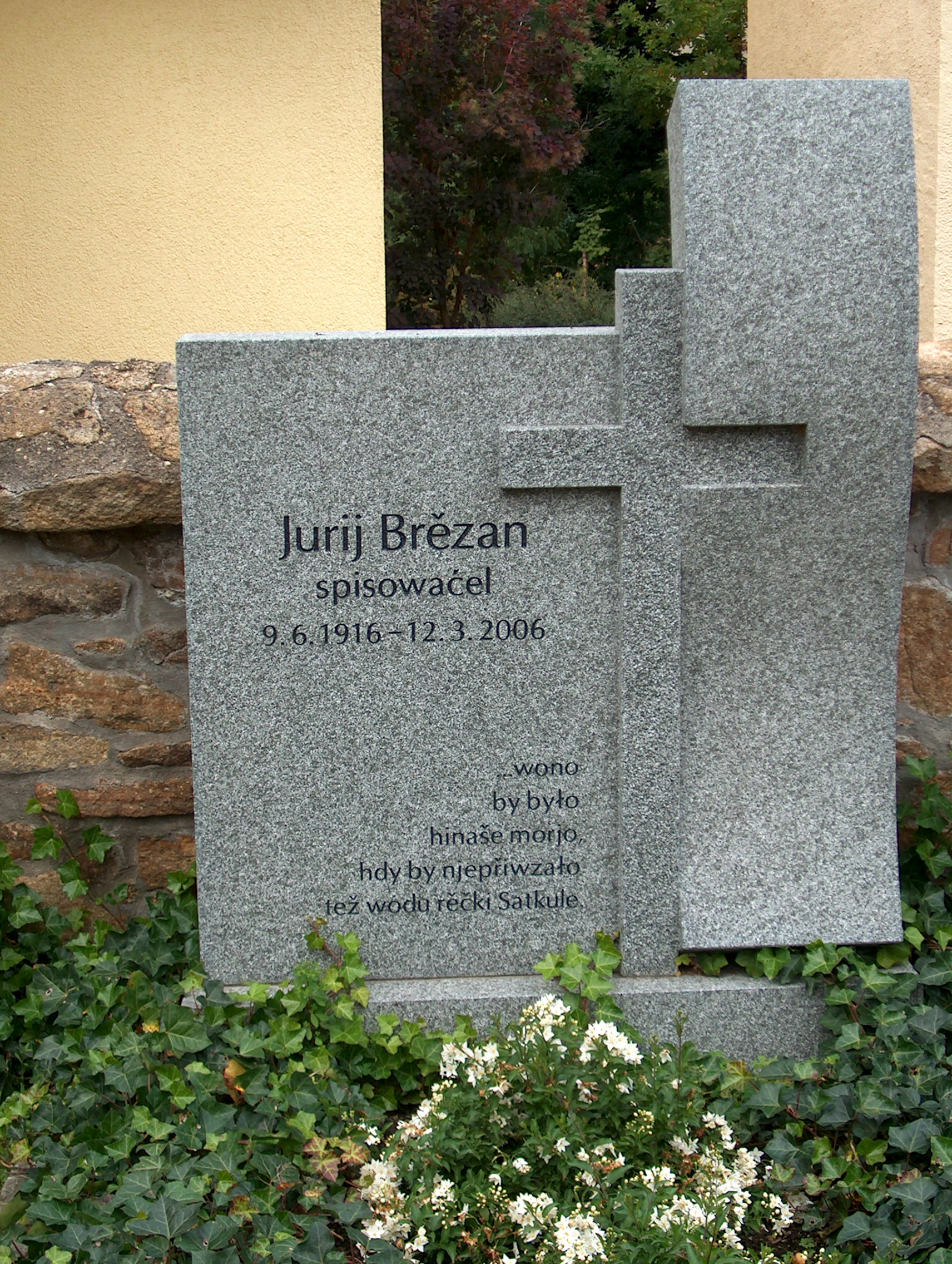
Nagrobek pisarza

Jurij Brězan (ur. 9 czerwca 1916 w Worklecach, zm. 12 marca 2006 w Kamjencu) – pisarz serbołużycki, tworzący w języku górnołużyckim oraz niemieckim. Za zróżnicowaną formalnie (powieści, opowiadania, nowele, książki dla dzieci) i tematycznie twórczość był wielokrotnie nagradzany w NRD, a jego książki były tłumaczone w sumie na 25 języków, w tym na polski. Ze względu na walory artystyczne książek oraz ogromny dorobek uważany za jednego z najważniejszych pisarzy łużyckich XX w.
Na jego świadectwie urodzenia widnieje nazwisko w niemieckiej pisowni Georg Bresan, jednak zawsze korzystał z pisowni łużyckiej. Uczęszczał do gimnazjum w Budziszynie, rozpoczął studia ekonomiczne, z których został usunięty w roku 1936. Od roku 1933 był czynny w stowarzyszeniu Domowina i w łużyckiej grupie oporu. Posługiwał się czasami pseudonimem Dušan Šwik. W latach 1937–1938 przebywał na emigracji w Pradze, po powrocie trafił 1938–1939 do więzienia. W latach 1942–1944 był powołany do Wehrmachtu i trafił do amerykańskiej niewoli. W latach 1945–1948 był młodzieżowym działaczem Domowiny, od roku 1946 członkiem SED. Od roku 1949 zajmował się twórczością literacką. W latach 1969–1989 był wiceprezesem Związku Pisarzy NRD. Do końca życia mieszkał w miejscowości Horni Hajnk w pobliżu miejsca urodzenia.
Jego grób znajduje się w Crostwitz/Chrósćicy.

## Twórczość
- 1950 – Do noweho časa – zběrka basni
- 1951 – Prěnja brózda
- 1951 – Swĕt budźe rjeńši
- 1952 – Stara Jančowa
- 1953 – Mjez Čornobohom a Błótami
- 1955 – Wo jednorym žiwjenju – filmowy scenarij
- 1955 – Naš wšědny dźeń – zbĕrka basni
- 1955 – Po dróze a při dróze: zapiski pućowaceho
- 1956 – Započatki
- 1958 – Madlena a druhe powědančka a skicy
- 1958 – Feliks Hanuš 1. - Šuler
- 1958 – Christa – stawizna młodeje holcy
- 1959 – Trix a woł Jonas
- 1960 – Marja Jančowa: wobrazy ze žiwjenja serbskeho ludu
- 1960 – Feliks Hanuš 2. - Wučbne lěta
- 1961 – Robert a Sabina
- 1963 – Kak je elefant do hribow šoł
- 1964 – Feliks Hanuš 3. – Zrałe lěta
- 1966 – Nawrót do Krakowa
- 1966 – Wulke dyrdomdejstwa małeho kocora
- 1968 – Čorny młyn
- 1972 – Łužiske impresije
- 1975 – Hajdanec dźěd a šerjenja
- 1976 – Krabat
- 1979 – Moja protyka
- 1981 – Kamuški a skała
- 1982 – Stary nan
- 1985 – Psowe prózdniny
- 1985 – Stara liška
- 1991 – Módry konik Digidonk
- 1992 – Moja archa Horni Hajnk
- 1992 – Lijeńca
- 1993 – Rifko – z dźenika dakla
- 1993 – Hadrijan a Awgustina
- 1994 – Krabat. Druha kniha
- 1994 - Braškowe powědanja
- 1996 – Čitanka
- 1997 – Salowčenjo
- 1997 – Naš wuj z Ameriki
- 1998 – Rozmyslenja a domyslenja
- 2000 – Štwórtk, tři běrtlki na štyri
- 2001 – Ze studnje lět
- 2002 - Rokotowy kerk
- 2003 - Die Einladung (Novelle)